# Wierzbica (Masovia)
Wierzbica è un comune rurale polacco del distretto di Radom, nel voivodato della Masovia. Ricopre una superficie di 93,97 km² e nel 2004 contava 10 103 abitanti. Il suo nome deriva da salice piangente (wierzba placzaca) in quanto il suo territorio abbondava di esemplari di questo albero.

## Storia
Wierzbica esisteva già sotto la dinastia dei Piast, ma solo nel XII secolo se ne ha notizia documentata (con primo riferimento al 1138), quando nel 1185 i fratelli Krystyn e Otto z Wierzbic donano alla Chiesa tutti i loro terreni.
Nel 1198, su una porzione di questi terreni (dove c'è l'attuale chiesa), i Cistercensi di Wachock (terra di Sandomierz) costruiscono il loro monastero, che sarà poi distrutto con l'invasione dei Tatari nel 1241. In questo periodo (la terra di Wierzbica) sotto la protezione del monastero ed un fiorente commercio, cresce e prospera; già nel 1414 ha il proprio tribunale ed un proprio governo.
Nel 1469 il re Casimiro IV Jagellone le conferisce il titolo di città (della chiesa), con lo stemma (rosa bianca su fondo rosso). Con la sua posizione strategica, con tanti privilegi conferitile dal re e con un buon governo da parte dei Cistercensi, Wierzbica raggiunge buone condizioni economiche nonostante le invasioni svedesi. Nel 1775 può contare su 110 case signorili, 11 laboratori artigianali, una grande locanda, un ospedale ed il palazzo del comune (ratusz).
Nel 1772 la prima spartizione della Polonia è già iniziata e nel giro di 20 anni ne seguiranno altre due che condurranno alla scomparsa dello stato polacco dalla carta geografica dell'Europa. Inevitabilmente questi avvenimenti fanno sì che anche a Wierzbica la parabola del relativo benessere, dopo avere toccato il punto massimo, incominci a scendere e nel 1810 Wierzbica è già decadente. Questa parte di Polonia sottoposta a dure imposizioni da parte del potere zarista insorgerà. Nel 1831 a Zalesice (Wierzbica) avverrà lo scontro, risolto con morti e deportazioni in Siberia. Il capitano Samuel Bielak che guidava l'insurrezione fu tumulato in questo luogo.
Dopo la seconda guerra mondiale le risorse di Wierzbica erano l'agricoltura ed un grande cementificio.